# گلی والا
گلی والا (به انگلیسی: Gilli Wala) یک منطقهٔ مسکونی در پاکستان است که در پنجاب واقع شده‌است. گلی والا ۰٫۰۵۵ کیلومتر مربع مساحت دارد.